# Dorotea de Chopitea

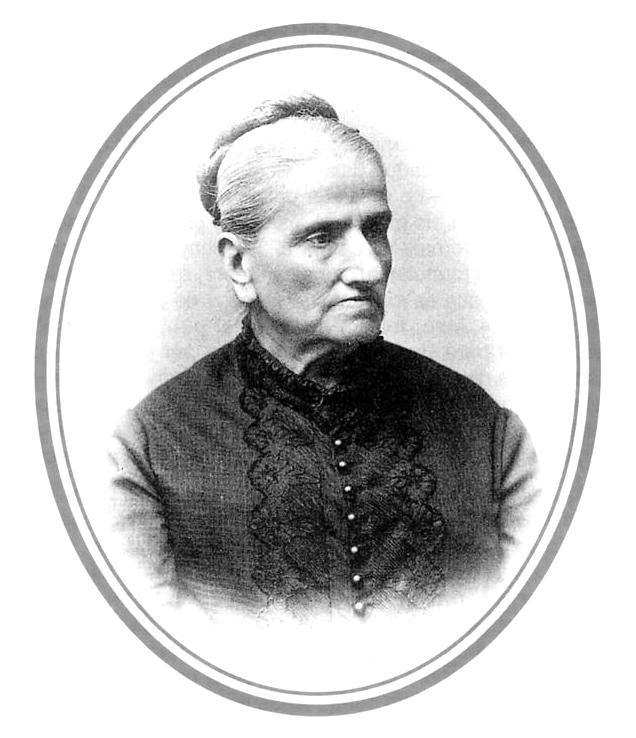
Dorotea de Chopitea

Dorotea de Chopitea SMDB (* 4. Juni 1816 in Santiago de Chile; † 3. April 1891 in Barcelona) war eine chilenische Katholikin, Philanthropin, insbesondere Wohltäterin der Salesianer Don Boscos (Salesianische Miterabeiterin Don Boscos).

## Leben
Sie stammte aus einer aristokratischen Familie. Bereits mit 16 Jahren heiratete sie den spanischen Bankier Josep Maria Serra Muñoz. Nach sechs Jahren Ehe ging sie mit ihrem Mann, der als Konsul der chilenischen Regierung in Barcelona berufen wurde, nach Spanien.
1882 zur Witwe geworden, begann Dorotea de Chopitea Hospize, Heime und eine Schule zu gründen. In dieser Zeit korrespondierte sie viel mit Don Bosco und später auch mit dessen Nachfolger Michael Rua. Infolgedessen unterstützte sie auch die Missionsarbeit der Salesianer Don Boscos in Chile, insbesondere in Santiago de Chile und Talca. In Barcelona finanzierte sie die Gründung der Berufsschulen in Sarriá, des salesianischen Kollegs in San José und weiterer Jugendhilfeeinrichtungen.

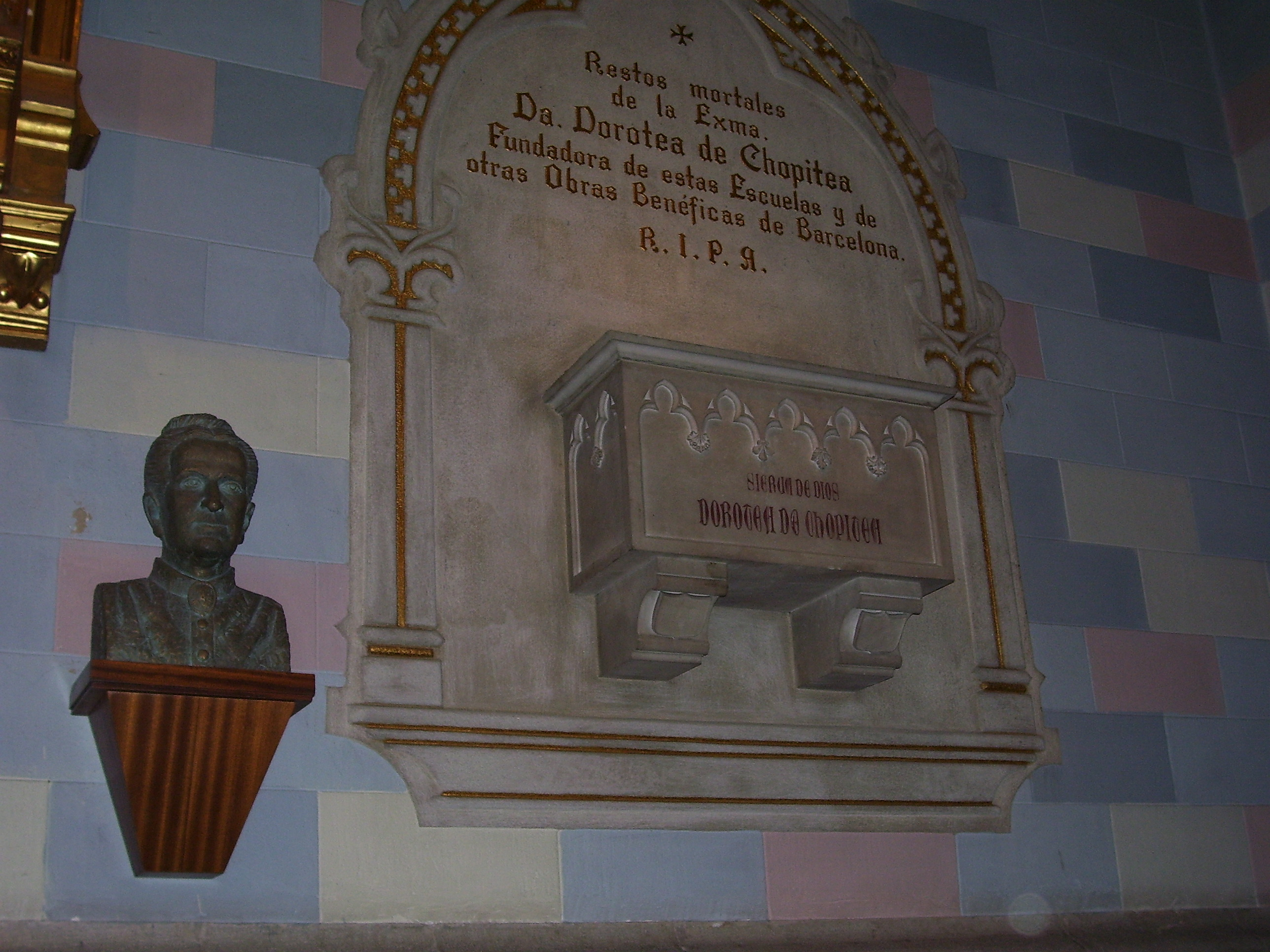
Grab von Dorotea de Chopitea in Barcelona

Am 9. Juni 1983 wurde sie von Papst Johannes Paul II. für verehrungswürdig erklärt. Ihre sterblichen Überreste sind im Heiligtum Maria, Hilfe der Christen, in Sarriá begraben.